# Vesterhede Sogn
Vesterhede Sogn var et sogn i Grene Provsti (Ribe Stift).
Vesterhede Kirke blev opført som filialkirke til Hejnsvig Kirke i 1910. Vesterhede blev så et kirkedistrikt i Hejnsvig Sogn, som hørte til  Slavs Herred i Ribe Amt. Hejnsvig sognekommune inkl. kirkedistriktet blev ved kommunalreformen i 1970  indlemmet i Grindsted Kommune, der ved strukturreformen i 2007 indgik i Billund Kommune.
Da kirkedistrikterne blev afskaffet 1. oktober 2010, blev Vesterhede Kirkedistrikt udskilt fra Hejnsvig sogn som det selvstændige Vesterhede Sogn.
1. december 2024 blev sognet atter en del af Hejnsvig Sogn.
Stednavne, se Hejnsvig sogn.